# Aromobatidae
Az Aromobatidae a kétéltűek (Amphibia) osztályába a békák (Anura) rendjébe tartozó család. A családba 5 nem tartozik.
Egyes rendszerek az Allobates, Aromobates és a Mannophryne nemet a  nyílméregbéka-félék (Dendrobatidae) családjába sorolják.

## Rendszerezésük
A családba a alábbi nemek és fajok tartoznak
- Allobatinae alcsalád
  - Allobates (Zimmermann & Zimmermann, 1988) – 48 faj
- Aromobatinae alcsalád  
  - Aromobates (Myers, Paolillo O. & Daly, 1991) – 19 faj
  - Mannophryne La Marca, 1992 – 19 faj
- Anomaloglossinae alcsalád       
  - Anomaloglossus (Barrio-Amorós, 2006) – 28 faj
  - Rheobates (Rivero & Serna, 2000) – 2 faj